# Jimmy (rete televisiva)
Jimmy (noto precedentemente come Canal Jimmy) è stato un canale televisivo italiano prodotto da Multithematiques Italia SpA (Gruppo Canal+ / Vivendi) e successivamente da Digicast e RCS.
Provocatoria e dissacrante, la programmazione del canale era basata sulla sperimentazione e il politicamente scorretto, con un umorismo provocatorio, tra serie televisive e film cult oltre a musica e documentari.

## Storia
Canal Jimmy ha le sue origini dall'omonimo canale francese via cavo lanciato il 29 novembre 1990.
In Italia, il canale venne lanciato il 15 novembre 1997 nell'allora bouquet satellitare di TELE+ con cinque ore (in seguito otto) di programmazione a partire dalle 20:00. Tra le prime serie programmate dal canale erano presenti The New Statesman, Spicy City, Cop Rock e Sessions. Canal Jimmy deve il suo nome da James Dean e Jimi Hendrix. In quegli anni, la produzione originale Destinazione Serie informava e approfondiva sui serial televisivi.
Sotto la direzione di Giusto Toni, nel 2001, Canal Jimmy viene rinnovato e adattato al gusto televisivo dell'audience Italiana, pur mantenendo il suo stile e la personalità, ma espandendo la sua programmazione diventando il primo canale a trattare tematiche gay, lesbo, bisex e trans, hentai e altri.
Il 31 luglio 2003, il canale viene rinominato semplicemente come Jimmy e comincia le sue trasmissioni su Sky.
Dal novembre 2006, alla gestione Digicast si affianca quella di RCS, apportando cambiamenti radicali ai palinsesti del canale snaturandone la linea editoriale chiave del suo successo. Nel 2008, Jimmy è stato acquistato completamente da Rizzoli, trasmettendo per lo più repliche. Il 1º gennaio 2011 il canale ha cessato definitivamente le trasmissioni. Jimmy rimase attivo in Francia fino al 26 giugno 2015.
Lo speaker ufficiale di Jimmy è stato il doppiatore Roberto Pedicini, dal 2003 al 2011.
Il direttore dei programmi dal 15 novembre 1997 fino al 31 ottobre 2007 è stato Giusto Toni, poi fino alla sua chiusura è stato diretto da Antonella Attenni.

## Programmazione
Nel palinsesto di Jimmy si potevano trovare telefilm, cult del passato ma anche prodotti inediti, e programmi dedicati alla musica.
Sono molte le serie di culto ad aver debuttato su Canal Jimmy prima di arrivare sulla free, tra cui Sex and the City, Californication e The Sleep of Reason.

### Serie originali
- 4 in 1
- Bachelite
- Ciao bella
- Crims
- Destinazione Serie
- Good As You
- Guido TV
- Jimmy Factory
- Le avventure di Mr. Sex
- Phone Bugs
- Real Sex
- Sex Lives and Videotape
- Sex Peek
- Sex Talk
- Supposta esatta
- Top Bab
- Umanoidi associati e Mostri!

### Serie TV
- Absolutely Fabulous
- Afterlife - Oltre la vita
- Agente speciale
- Alla corte di Alice
- American Dreams
- Attenti a quei due
- Babes in the Wood
- Babylon 5
- Band of Brothers - Fratelli al fronte
- Birds of Prey
- Blackadder Goes Forth, quarta serie di The Black Adder, in versione originale sottotitolata in italiano
- Blackpool
- Blue Collar TV
- Bodies
- Bordello!
- Bottom
- Brigada
- Californication (st. 1)
- Cape Wrath - Fuga dal passato
- Carnivàle
- Caroline in the City
- Carrie e Barry
- Celeb
- Charlie Jade
- Coupling
- Crimini di famiglia
- Curb Your Enthusiasm (st. 1-5)
- Da Ali G Show
- Doctor*Ology
- Doctor Who
- Doctors and Nurses
- Earth: Final Conflict
- Ellery Queen
- Entourage
- Extras
- Eyes
- Emmy Awards
- Family Bonds
- Farscape
- Father Ted
- Fawlty Towers
- Final Demand
- Firefly
- Fortier
- Frasier (st. 6-11, in prima visione italiana)
- G-Spot
- G String Divas
- Game On
- Gimme, Gimme, Gimme
- Goodness Gracious Me
- Good Vs. Evil
- Green Wing
- H
- Harsh Realm
- Having It Off
- Hill Street Blues
- Hot
- I Robinson
- I segreti di Twin Peaks
- In famiglia e con gli amici
- In viaggio nel tempo
- InvaXön - Alieni nello spazio
- Il prigioniero
- Il Santo
- Il segreto di Grande Ourse
- Jekyll
- La famiglia Addams
- La famiglia Brock
- Life on Mars
- Little Britain
- Leap Years
- M*A*S*H
- Manchild
- Metrosexuality
- Miami Vice
- Monty Python's Flying Circus
- Muppet Show
- Murder Prevention
- My Life in Film
- Mork e Mindy
- Nighty Night
- NYPD - New York Police Department
- Once a Thief
- Ostrageous Fortune
- Payne
- Primeval (st. 1-2)
- Profit
- Queer as Folk
- ReGenesis
- Ricercato vivo o morto
- Rock School
- Rude Awakening
- Saranno famosi
- Seinfeld
- Sex and the City
- Stand Up
- Star Trek: Deep Space Nine
- Star Trek: Enterprise
- Star Trek: The Next Generation
- Star Trek: Voyager
- Skins
- Shameless
- Show Me Yours
- Smack the Pony
- Spaced
- Spazio 1999
- Spooks
- State of Play
- Suburban Shootout
- That's My Bush!
- That '70s Show
- The Awful Truth
- The Catherine Tate Show
- The Hunger
- The L word
- The League of Gentlemen
- The New Statesman
- The Office
- The State Within - Giochi di potere
- The Strip
- Thunderbirds
- TLC
- Torchwood
- UFO
- Un giustiziere a New York
- Unscripted
- Venus & Apollon
- Zaffiro e Acciaio
- Whoopi

### Serie animate
- Bosom Pals
- Game Over
- God, the Devil and Bob
- House of Rock
- Popetown (cancellato)
- South Park (st. 1-4 in versione originale)
- Spicy City
- Stingray

### Anime
- Ai City - La notte dei cloni
- High School Invasion
- Gall Force
- Galaxy Express 999 - The Movie
- Guerriere Sailor Venus Five
- Kamasutra
- I cavalieri dello zodiaco
- La Blue Girl
- La clinica dell'amore
- L'imbattibile Daitarn 3
- Night Warriors: Darkstalkers' Revenge
- Patlabor: The Movie

### Show americani
- Saturday Night Live
- Webdreams